# Lanzarote Lufthavn
Lanzarote Lufthavn (IATA: ACE, ICAO: GCRR) er en lufthavn i Spanien. Den er beliggende ved San Bartolomé, fem kilometer sydvest for Arrecife på øen Lanzarote ved de Kanariske Øer.
Om sommeren er der meget chartertrafik med turister. Lavprisflyselskabet Ryanair havde i oktober 2013 omkring 25 ruter fra Alghero, hvilket gjorde det til lufthavnens største operatør. I 2012 betjente lufthavnen 5.168.775 passagerer og havde 44.787 start- og landinger. Det spanske luftvåben Ejército del Aire, driver basen Aeródromo Militar de Lanzarote fra området.

## Historie
Opførslen af lufthavnen begyndte i 1938. Dette skete efter at det spanske luftvåben, Ejército del Aire, i starten af 1930'erne fandt behov for en lufthavn på øen, så det var nemmere at komme til de andre Kanariske Øer og fastlandet, ligesom der var behov for et sted hvor fly kunne mellemlande for at tanke brændstof. Den 24. juli 1941 landede det først fly i lufthavnen, da et Junkers Ju 52 satte hjulene på landingsbanen. 
I 1946 blev lufthavnen godkendt til civil lufttrafik, og efter nogle forbedringer og renoveringer åbnede man året efter den første indenrigsrute. I 1950'erne og starten af 1960'erne udvidede man forpladsen og landingsbanen. I 1965 var landingsbanen blevet asfalteret og var 1.850 meter lang, og udstyret med en midlertidig belysning. I 1969 startede man en gennemgribende renovering og udvidelse af det meste af lufthavnen. En ny lufthavnsterminal og kontroltårn blev opført, og 3. marts 1970 kunne lufthavnen begynde at tage imod internationale flyvninger.
Lufthavnen åbnede i 1999 en ny terminal, kaldet Terminal 1. Den er på 42.000 kvadratmeter over to-etager, og har i alt 42 check-in skranker. Den nye terminal bruges til udenrigsflyvninger, mens den gamle efter en renovering nu bruges til indenrigs og businesstrafik. Den oprindelige terminalbygning fra 1938 bruges nu som luftfartsmuseum.

## Galleri
- Tre fly fra Air Berlin.
- Forpladsen.
- Terminal 1, opført i 1999.